# Бутанска суперлига
„А дивизия“ е топ дивизията на Бутанската футболна федерация. Първенството е създадено през 1986 г.

## Отбори, сезон 2008
- Ветеран'с ФК
- Дрък Стар ФК
- Дрък Пол ФК
- Йедзин ФК
- Ригжунг ФК
- Роял Бутан Арми ФК
- Транспорт Юнайтед
- Чооден ФК

## Шампиони
- 1986: Роял Бутан Арми ФК
- 1986 – 1995: неизвестен
- 1996: Дрък Пол
- 1997: Дрък Пол
- 1998: Дрък Пол
- 1999: Дрък Пол
- 2000: Дрък Пол
- 2001: Дрък Пол
- 2002: Дрък Стар
- 2003: Дрък Пол
- 2004: Транспорт Юнайтед
- 2005: Транспорт Юнайтед
- 2006: Транспорт Юнайтед
- 2007: Транспорт Юнайтед
- 2008: Йедзин ФК